# Biologische beschikbaarheid
Biologische beschikbaarheid, vaak afgekort tot biobeschikbaarheid of F, is een begrip uit de een farmacologie. Het geeft de mate aan waarin de werkzame stoffen van een geneesmiddel op de bedoelde plaats in het lichaam beschikbaar komen. Meestal wordt dit als volgt gedefinieerd:
De biologische beschikbaarheid is de fractie van de dosis van een geneeskrachtige stof die onveranderd in de algemene circulatie voorbij de leverpoortader terechtkomt ten opzichte van de intraveneuze toediening en de snelheid waarmee dit gebeurt.
De hoogte van de biologische beschikbaarheid van een geneesmiddel is afhankelijk van het soort ervan, de bereiding, de stofwisseling van de patiënt en de toedieningsvorm. De biologische beschikbaarheid kan onder andere afnemen door een inefficiënte wijze van inname, wisselwerking met voedsel, voortijdige uitscheiding via het maag-darmstelsel of afbraak door de lever. Geneesmiddelen die intraveneus worden toegediend hebben per definitie een biologische beschikbaarheid van 100%.
De farmaceutische beschikbaarheid is de fractie waarmee de werkzame stof van een geneesmiddel uit de toedieningsvorm vrijkomt.